# Яковлєв Валентин Миколайович
Яковлєв Валентин Миколайович (22 вересня 1892, Суми — 25 жовтня 1918, Красноярськ) — один з керівників боротьби за Радянську владу в Сибіру, голова Єнісейської Ради, заступник голови губвиконкому, член Центросибіру.

## Біографія
Валентин Миколайович Яковлєв народився 22 вересня 1892 року у дворянській родині. З 1910 року навчався в Харківському технологічному інституті. У 1912 р. вступив у РСДРП.
2 — 4 листопада 1914 року в Озерцях, близько Петрограда, проходила Всеросійська нарада більшовицької фракції IV Державної думи та представників місцевих партійних організацій. Харківську організацію представляв В. Яковлєв. Обраний секретарем цієї наради. За доносом провокатора царська охорона заарештувала всіх учасників конференції. У 1915 р. В. М. Яковлєв був засланий і засуджений до вічного поселення в Туруханському районі Єнісейської губернії.
Після Лютневої революції 1917 року був відкликаний до Красноярську.
З березня 1918 року В. Яковлєв — голова Єнісейського повітового виконавчого комітету Ради робітничих і солдатських депутатів, член Сибірського районного бюро ЦК, Красноярського районного бюро РСДРП(б), Середньосибірському обласного бюро, голова Красноярського комітету, уповноважений ЦК РСДРП(б) з Середнього Сибіру, один з редакторів газети «Сибірська правда».
У 1918 році — член Центросибіру, голова Єнісейського губернського СНХ, заступник голови губвиконкому.
25 жовтня 1918 року в 3 години ночі  Яковлєв був засуджений до розстрілу чехословацьким військово-польовим судом при ешелоні № 49 у Красноярську разом з Дубровинским, Парадовским, Белопольским і Вейнбаумом. Усім засудженим ставилося вбивство чехів, а також агітація проти чехів серед ворожих їм військовополонених — німців та угорців. На суді в якості речового доказу використовувалися статті в радянських газетах, у яких обвинувачені закликали жителів губерень боротися з чехословаками, як з силою, що несе загрозу  відродження колишнього режиму. Через годину після винесення вироки всі засуджені були розстріляні..

## Пам'ять
Ім'ям Валентина Миколайовича Яковлєва названа вулиця в Залізничному районі Красноярська.